# Estación Altamira
Altamira es una estación de ferrocarril ubicada en el Partido de Mercedes, Provincia de Buenos Aires, Argentina.
Fue construida por la Compañía General de Ferrocarriles en la Provincia de Buenos Aires en 1908, como parte de la vía que llegó a Rosario en ese mismo año.
Actualmente, la estación se encuentra ocupada por particulares que amistosamente permiten el acceso a la misma.

## Infraestructura
Su ubicación se dio en una zona de quintas, que tuvo un importante auge económico a partir de la llegada del tren.
A pocos metros de la estación durante muchos años funcionó una fábrica de cerámicas que llegó a ocupar cerca de 100 operarios. Su cierre, sumado a la ausencia del tren, fueron un duro golpe para esta zona del interior bonaerense.

## Servicios
Fue habilitada para pasajeros, cargas, encomiendas y telégrafo. Varios metros delante del edificio principal se encontraban los cambios de vía para acceder al Intercambio Altamira, el cual permitía a la CGBA el intercambio de cargas con el Ferrocarril Oeste en vías paralelas a la Estación Mercedes. Estas vías actualmente se encuentran levantadas.
La estación cuenta con su galpón, muy cuidado y aún conservando su nombre en una de sus paredes laterales.
A pocos metros de la estación durante muchos años funcionó una fábrica de cerámicas que llegó a ocupar cerca de 100 operarios. 
El cierre de la misma sumado a la ausencia del tren fueron un duro golpe para este lugar del interior bonaerense.
Es actualmente un lugar para recomendar ya que por su historia es digno de visitar. Un lugar en el mundo donde encontrará toda la paz para distenderse en un día que será inolvidable en su vida.
A partir del día domingo 28 de mayo de 2023 comenzará a circular el servicio que conecta Tomás Jofré con Altamira y Mercedes.

## Toponimia
El nombre de la estación proviene del historiador e jurista español Rafael Altamira.